# 陈桂陞
陈桂陞（1916年—1990年），男，直隶（今河北）滦县人，中国木材加工专家，曾任南京林业大学教授、博士生导师，中国林学会理事。